# Könyvvizsgálat
A piacgazdaság működéséhez szükséges, hogy a gazdálkodók a vagyoni, pénzügyi és jövedelmi helyzetükről megbízható és valós információkat hozzanak nyilvánosságra, a jogszabályokban meghatározott módon. A nyilvánosságra hozott információk megbízhatóságát növeli a független könyvvizsgálók által végzett könyvvizsgálat.

## Magyar Könyvvizsgálói Kamara (MKVK)
Magyarországon jogszabályi kötelezettségen alapuló könyvvizsgálatot, csak a Magyar Könyvvizsgálói Kamarában bejegyzett könyvvizsgáló, illetve nyilvántartásba vett könyvvizsgáló társaság végezhet.

## Könyvvizsgálati kötelezettség
A 2000. évi C. törvény (a továbbiakban (számviteli törvény) 155. §-ának (3) bekezdését, amely a kötelező könyvvizsgálati kötelezettség alóli mentesség kritériumát tartalmazza:
„Nem kötelező a könyvvizsgálat, ha az alábbi két feltétel együttesen teljesül:
a) az üzleti évet megelőző két üzleti év átlagában a vállalkozó éves (éves szintre átszámított) nettó árbevétele nem haladta meg a 300 millió forintot, és
b) az üzleti évet megelőző két üzleti év átlagában a vállalkozó által átlagosan foglalkoztatottak száma nem haladta meg az 50 főt.”

## A könyvvizsgáló felelőssége
A könyvvizsgáló felelőssége az (egyszerűsített) éves beszámoló véleményezése az elvégzett könyvvizsgálat alapján.
A könyvvizsgálat magában foglalja olyan eljárások végrehajtását, amelyek célja könyvvizsgálati bizonyítékot szerezni az (egyszerűsített) éves beszámolóban szereplő összegekről és közzétételekről. A kiválasztott eljárások, beleértve az (egyszerűsített) éves beszámoló akár csalásból, akár hibákból eredő, lényeges hibás állításai kockázatának felméréseit, a könyvvizsgáló megítélésétől függnek. A kockázatok ilyen felmérésekor a könyvvizsgáló az (egyszerűsített) éves beszámoló ügyvezetés általi elkészítése és valós bemutatása szempontjából releváns belső ellenőrzést azért mérlegeli, hogy olyan könyvvizsgálati eljárásokat tervezzen meg, amelyek az adott körülmények között megfelelőek, de nem azért, hogy a vállalkozás belső ellenőrzésének hatékonyságára vonatkozóan véleményt mondjon. A könyvvizsgálat magában foglalja továbbá az alkalmazott számviteli alapelvek megfelelőségének és az ügyvezetés számviteli becslései észszerűségének, valamint az (egyszerűsített) éves beszámoló átfogó bemutatásának értékelését.

## Jelentősebb könyvvizsgáló hálózatok
A következő cégek, úgynevezett BIG4, jellemzően a legnagyobb vállalkozásokat, tőzsdei cégeket könyvvizsgálják:
| Könyvvizsgáló hálózat                      | 2007. évi globális bevétel (amerikai dollár) |
| ------------------------------------------ | -------------------------------------------- |
| PwC (PricewaterhouseCoopers) (céges oldal) | 25,2 milliárd                                |
| Deloitte (céges oldal)                     | 23,1 milliárd                                |
| Ernst & Young (céges oldal)                | 21,1 milliárd                                |
| KPMG (céges oldal)                         | 19,8 milliárd                                |